# Ann Sophie
Ann Sophie, właśc. Ann Sophie Dürmeyer (ur. 1 września 1990 w Londynie) – niemiecka piosenkarka. Reprezentantka Niemiec w 60. Konkursie Piosenki Eurowizji (2015).

## Życiorys

### Dzieciństwo, edukacja
Dürmeyer urodziła się w Londynie jako córka niemieckich rodziców. Jako dziecko przeprowadziła się ze swoją rodziną do Niemiec, gdzie zamieszkała w Hamburgu. W wieku czterech lat zaczęła naukę w szkole baletowej. W 2010 roku zdała maturę, po czym wyjechała do Nowego Jorku, gdzie zaczęła studia w Instytucie Teatralnym i Filmowym im. Lee Strasberga.

### 2012-14:Time Extended
W trakcie pobytu w Stanach Zjednoczonych Ann Sophie została zaproszona do zagrania koncertu podczas Monday Night Jam organizowanego przez Erena Cannatę, syna saksofonisty Billy’ego Joela – Richiego Cannaty. Po udanym występie muzyk zaproponował piosenkarce współpracę i zachęcił ją do napisania materiału na debiutancką płytę. W 2012 roku ukazał się jej debiutancki singiel – „Get Over Yourself”. Utwór zapowiadał pierwszą długogrającą płytę Ann Sophie zatytułowaną Time Extended, która ukazała się pod koniec października 2013 roku i której producentem został Cannata. Materiał na krążek został nagrany podczas sesji zrealizowanej w Cove City Sound Studios w Long Island.

### Od 2015: Konkurs Piosenki Eurowizji,Silver into Gold

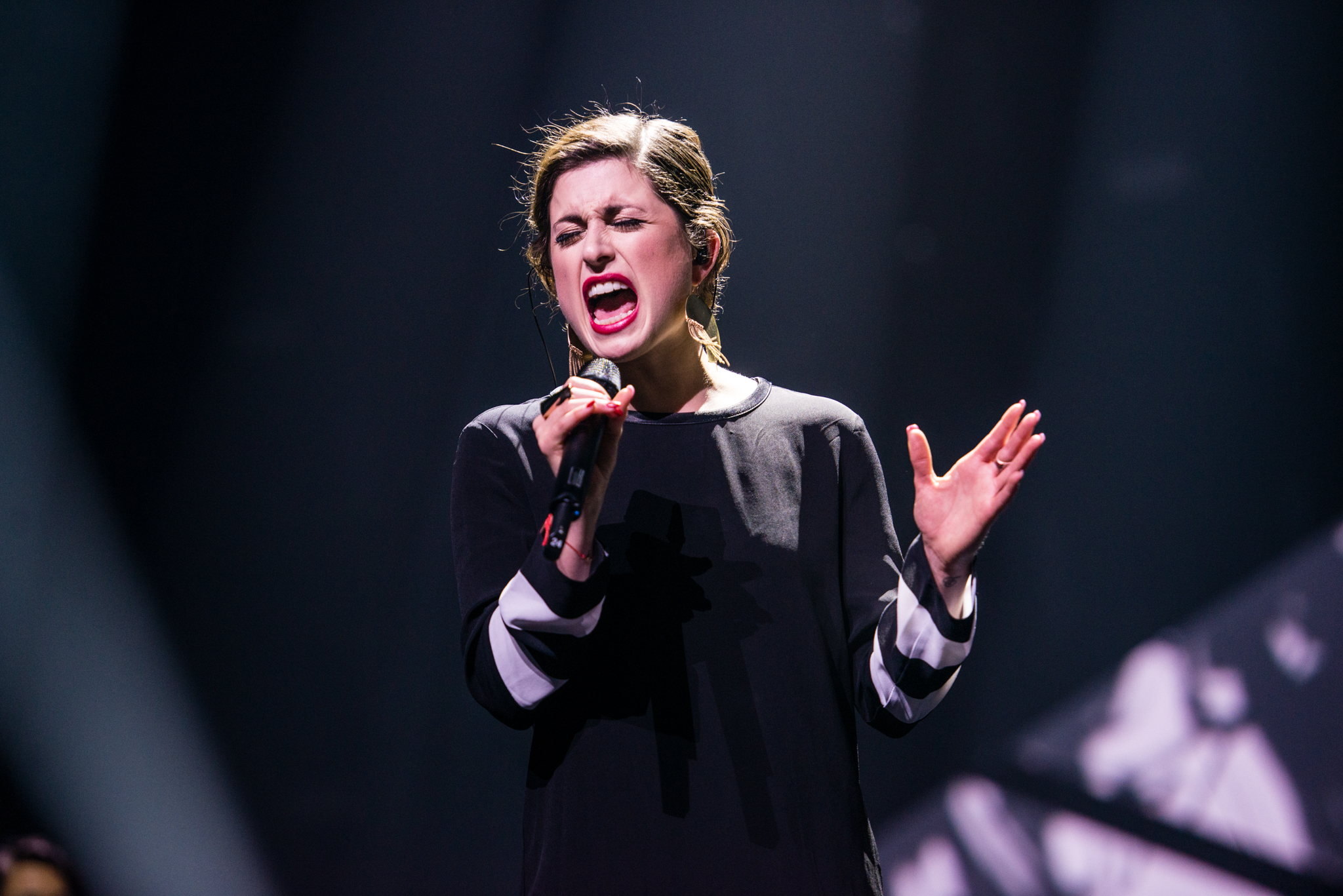
Ann Sophie podczas występu w Unser Song für Österreich w marcu 2015 roku

W lutym 2015 roku Ann Sophie została ogłoszona jednym z ośmiu uczestników niemieckich preselekcji do Unser Song für Österreich, lokalnych eliminacji do 60. Konkursu Piosenki Eurowizji. W trakcie koncertu odbywającego się w hamburskim klubie Große Freiheit wykonała utwór „Jump the Gun”, za który otrzymała ostatecznie 24,1% głosów telewidzów, dzięki czemu zajęła pierwsze miejsce i zakwalifikowała się do stawki finałowej niemieckich selekcji. Na początku marca wystąpiła podczas koncertu finałowego Unser Song für Österreich, w trakcie którego zaśpiewała dwie piosenki: „Jump the Gun”, dzięki której dotarła do ostatecznej rundy finału razem z Andreasem Kümmertem, oraz „Black Smoke” (której współautorką jest m.in. Ella Eyre), za którą otrzymała ostatecznie 21.3% poparcie telewidzów, zajmując drugie miejsce. Po ogłoszeniu wyników selekcji Kümmert, zwycięzca konkursu, zdecydował się na oddanie swojego zwycięstwa Ann Sophie, dzięki czemu ta została ogłoszona reprezentantką Niemiec podczas 60. Konkursu Piosenki Eurowizji organizowanego w Wiedniu. 23 maja wystąpiła w finale konkursu jako siedemnasta w kolejności i zajęła ostatnie, 27. miejsce, nie zdobywając ani jednego punktu.
Pod koniec kwietnia tego samego roku ukazała się druga płyta studyjna Ann Sophie zatytułowana Silver into Gold.

## Dyskografia

### Albumy studyjne
- Time Extended (2013)
- Silver into Gold (2015)

### Single
- 2012 – „Get Over Yourself”
- 2015 – „Jump the Gun”
- 2015 – „Black Smoke”
- 2019 – „Tornado”
- 2019 – „Bye Boy”